# Аеродинамічний опір гірничих виробок
Аеродинамічний опір гірничих виробок — опір, котрий долає повітря під час руху по мережі гірничих виробок.
Розрізняють опір тертя, лобовий опір та місцевий. В Україні в практиці розрахунків вентиляції шахт прийнято вимірювати величину аеродинамічного опору виробок у позасистемних одиницях — кіломюргах (кμ).
Враховується при визначенні депресій окремих виробок, всієї шахти, при виборі головних вентиляторів і вентиляторів місцевого провітрювання. Залежить від довжини виробки, площі поперечного перетину, периметра, режиму руху повітря. Визначається експериментально в шахтних умовах або аналітично за допомогою напівемпіричних залежностей.
Зниження аеродинамічного опору гірничих виробок в шахтах досягається:
- збільшенням площі поперечного перетину виробки,
- зменшенням її довжини,
- виконанням плавних входів і виходів у виробки,
- застосуванням у стовбурах шахт обтічних розстрілів,
- зменшенням шорсткості кріплення виробок та ін.

Питомий аеродинамічний опір виробленого простору — одиниця опору виробленого простору руху повітря, що дорівнює 9,81 Н/м² при русі 1 м³ повітря за секунду на відстань 1 м через площу поперечного перерізу 1 м².